# 谢尔省
谢尔省（法語：Cher，法語發音：[ʃɛʁ]）是法國中央-卢瓦尔河谷大区所轄的省份。該省編號為18。